# Csaholy község
Csaholy község (románul: Comuna Cehal) község Szatmár megyében, Romániában. Központja Magyarcsaholy, beosztott falvai Oláhcsaholy, Tasnádorbó.

## Népessége
A 2011-es népszámlálás adatai alapján a község népessége 1594 fő volt.